# Morgi (Dąbrowa Białostocka)
Morgi – peryferyjna część miasta Dąbrowa Białostocka  w powiecie sokólskim, w województwie podlaskim. Rozpościera się w rejonie ulicy Wojska Polskiego, na zachód od centrum miasta.